# Кнуд Хенриксен
Кну́д Хе́нриксен (дат. Knud Henriksen; ум. 12 марта 1162) — датский принц, сын Хенрика Скаделара и шведской принцессы Ингрид Рагнвальдсдоттир. Брат короля Швеции Магнуса Хенриксена и короля Норвегии Инге Горбуна.

## Биография
Кнуд Хенриксен был сыном принца Хенрика Скаделара и его супруги, шведской принцессы Ингрид Рагнвальдсдоттир. В 1134 году его отец погиб в битве при Фотевике и Ингрид Рагнвальдсдоттир во второй раз вышла замуж за короля Норвегии Харальда IV Гилли. Он был братом короля Швеции Магнуса Хенриксена и короля Норвегии Инге Горбуна.
Во время гражданской войны сражался на стороне Кнуда V, который даровал ему титул герцога Шлезвига. За этот титул он был вынужден сражаться с принцем Вальдемаром, который получил этот титул от Свена III. Кнуд уступил свой титул Вальдемару. В 1157 году после вступления на престол Вальдемар даровал Кнуду титул герцога Шлезвига. Его брат Бурис получил королевские хартии.
Скоропостижно скончался 12 марта 1162 года. Его титулы унаследовал его младший брат Бурис.